# Rangiroa

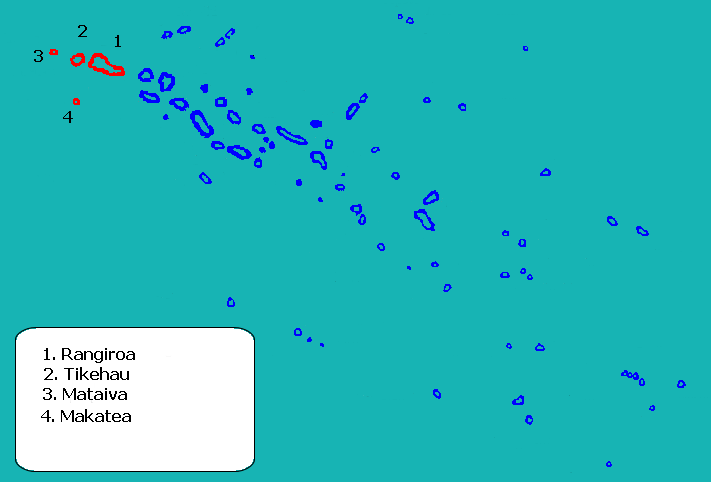
översiktskarta

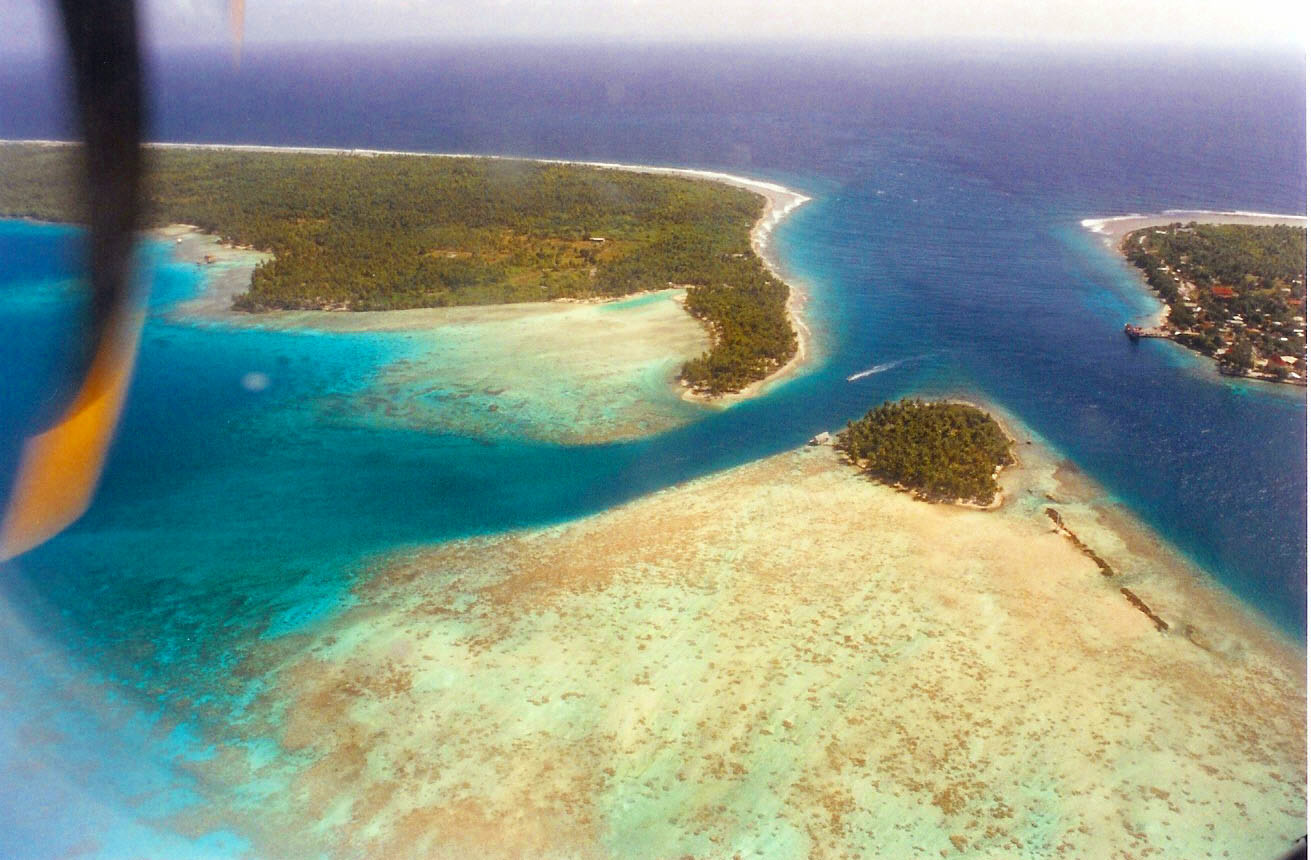
Rangiroa

Rangiroa eller Rangiroa-atollen (franska îles Rangiroa, tahitiska Ra'iroa) är en ö i Franska Polynesien i Stilla havet.

## Geografi
Rangiroa är huvudön i ögruppen Tuamotuöarna och ligger cirka 350 km nordöst om Tahiti.
Atollen har en area om cirka 79 km² fördelad på cirka 240 öar kring den 1 640 km² stora lagunen. Befolkningen uppgår till cirka 2 300 invånare och huvudorten heter Avatoru med cirka 1 800 invånare.
Rangiroa anses som världens näst största atoll efter Kwajalein-atollen i Marshallöarna.
Högsta höjden är endast några m ö.h. då Rangiroa är en korallatoll och ön omges av en rad småöar, bland andra Mataiva, Tikehau och Makatea.

## Historia
Rangiroa beboddes troligen av polynesier redan på 900-talet. Ön upptäcktes av nederländske kapten Jacob Le Maire den 18 april 1616.
De första européerna, katolska missionärer, bosatte sig på ön först 1851.
1843 blev Rangiroa en fransk koloni och 1903 införlivades ön tillsammans med övriga öar inom Tuamotugruppen i det nyskapade Établissements Français de l'Océanie (Franska Oceanien).